# Збройні сили Східного Тимору

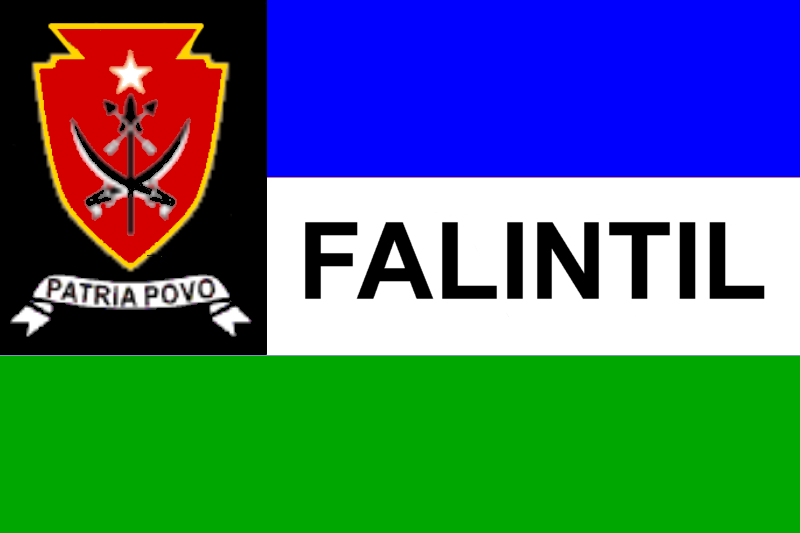
Нарукавна нашивка F-FDTL.

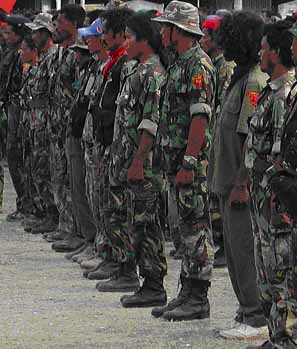
Ветерани «Фалінтіл».

Збройні сили Східного Тимору (порт. Forças de Defesa de Timor Leste, тет. Forcas Defesa Timor Lorosae, букв. «Східнотиморські сили оборони»; часто також іменуються «F-FDTL», де перша F означає «Фалінтіл» — збройне крило партії «ФРЕТІЛІН», що боролася за незалежність країни) — сукупність збройних підрозділів, відповідальних за захист Східного Тимору. F-FDTL були створені в лютому 2001 року і складаються з двох невеликих піхотних батальйонів, декількох військово-морських одиниць та декількох допоміжних підрозділів.
Основним завданням F-FDTL є захист Східного Тимору від зовнішніх загроз. Вони також мають завданням забезпечення внутрішньої безпеки, виконуючи її спільно з Національною поліцією Східного Тимору (PNTL). Цей перетин призвів до напруженості у відносинах між цими силами, яка була загострена також низьким моральним духом та відсутністю дисципліни в рядах F-FDTL.
Проблеми у F-FDTL вийшли на перший план 2006 року, коли майже половина їх особового складу подали у відставку після протестів проти дискримінації та поганих умов служби. Відставки сприяли загальному краху і F-FDTL, і PNTL у травні того ж року і змусили уряд запросити введення в країну іноземних миротворців для відновлення безпеки. F-FDTL останнім часом відновлені завдяки іноземній допомозі, розроблений довгостроковий план розвитку цих збройних сил.